# 778년

## 연호
- 당(唐) 대력(大曆) 13년
- 일본(日本) 호키(宝亀) 9년

## 기년
- 당(唐) 대종(代宗) 17년
- 신라(新羅) 혜공왕(惠恭王) 14년
- 발해(渤海) 문왕(文王) 42년

## 탄생
- 4월 16일 - 신성 로마 제국 황제, 동프랑크의 왕 루도비쿠스 1세 피우스. (~840년)

### 미상
- 당나라의 승려 조주. (~897년)